# Ангуа
Делфин Ангуа фон Юбервалд е героиня от фентъзи поредицата на Тери Пратчет „Светът на диска“.
 Внимание:  Текстът по-долу разкрива сюжета на произведението (или части от него)!
Тя е от древен род от страната Юбервалд. Във „Въоръжени мъже“ започва кариерата си като служител в Нощна стража на Анкх-Морпорк по програмата за приобщаване на малцинствата на Патриция. Ангуа не е от малцинството „жени“, както всички мислят в началото, а е върколак. През деня може да бъде обикновена (всъщност много красива) жена, но когато лунните лъчи я докоснат, се превръща във върколак. Изключително силното ѝ обоняние помага много на работата на стражата, която по-късно разширява дейността си. От самото начало се запознава с Гаспод, говорещото куче, и се сприятеляват бързо, въпреки нелепите му опити за свалка. Ангуа се сближава с Керът и по-късно в книгите са заедно. В по-късните книги (например „Истината“ и „Под пара“) тя успява да достигне чин капитан и бива наградена с медал от адамантина, за това че е пазила Железницата. В „Под пара“ е казано, че тя е „най-известният върколак в Стражата“, но съответно и престъпниците, които научават, че в Стражата има върколак бързо взимат мерки и мятат ментови бомбички под носа ѝ, които да я объркат.